# Eosentomon nigeriense
Eosentomon nigeriense är en urinsektsart som beskrevs av Sören Ludvig Paul Tuxen 1979. Eosentomon nigeriense ingår i släktet Eosentomon och familjen trakétrevfotingar. Inga underarter finns listade i Catalogue of Life.